# 1772
1772 (MDCCLXXII) là một năm nhuận bắt đầu vào ngày thứ Tư của lịch Gregory (hay một năm nhuận bắt đầu vào ngày Chủ Nhật theo lịch Julius).

## Sự kiện

### Tháng 1 - Tháng 6
- 17 tháng 1 - Johann Friedrich Struensee và hoàng hậu Caroline Matilda bị bắt, dẫ đến sự kiện hành quyết ông và trục xuất bà đến Đan Mạch.
- 17 tháng 2 - Ba Lan bị phân chia lần đầu bởi Nga và Phổ, sau này bao gồm cả Áo.
- Tháng 5 - Watauga Association được lập ở Đông Tennessee.
- 9 tháng 6 - tàu Anh Gaspee bị cháy ở đảo Rhode.
- 22 tháng 6 - Lord Mansfield chuyển giao quyết định dẫn đến sự chấm dứt của chế độ nô lệ ở Anh.